# The Rose that Grew from Concrete
The Rose that Grew from Concrete è un album postumo del rapper statunitense Tupac Shakur, pubblicato nel 2000, costituito da un cast di celebrità che leggono poesie e scritti di Tupac, molte delle quali con lo spirito di una tradizionale spoken word album.
| Recensione                    | Giudizio |
| ----------------------------- | -------- |
| AllMusic                      | [ 1 ]    |
| RapReviews                    | [ 2 ]    |
| Rolling Stone                 | [ 3 ]    |
| The Rolling Stone Album Guide | [ 4 ]    |
| Q                             | [ 3 ]    |
| NME                           | [ 3 ]    |
| Entertainment Weekly          | A−       |

## Tracce
1. Interlude – 0:57
2. Wake Me When I'm Free (featuring Babatunde Olatunji) – 5:52
3. Can U C the Pride in the Panther? (Male Version) (featuring Mos Def) – 2:57
4. When URE Heart Turns Cold (featuring Sonia Sanchez) – 1:38
5. U R Ripping Us Apart!!! (featuring dead prez) – 3:04
6. Tears of a Teenage Mother (featuring Jasmine Guy) – 0:39
7. God (featuring Reverend Run) – 0:47
8. And Still I Love You (featuring Red Rat) – 3:03
9. Can U C the Pride in the Panther? (Female Version) (featuring Mos Def) – 4:54
10. If There Be Pain (featuring Providence & RasDaveed El Harar) – 4:32
11. A River That Flows Forever (featuring Danny Glover, Afeni Shakur & The Cast of The Lion King) – 2:20
12. The Rose That Grew from Concrete (featuring Nikki Giovanni) – 2:35
13. In The Event of My Demise (featuring Outlawz & Geronimo Ji Jaga) – 4:41
14. What of a Love Unspoken (featuring Tre' from The Pharcyde) – 3:16
15. Sometimes I Cry (featuring Dan Rockett) – 3:10
16. The Fear in the Heart of a Man (featuring Q-Tip) – 4:16
17. Starry Night (featuring Quincy Jones & Mac Mall) – 4:33
18. What of Fame? (featuring Russell Simmons) – 0:21
19. Only 4 the Righteous (featuring Rha Goddess) – 2:29
20. Why Must You Be Unfaithful? (featuring Sarah Jones) – 1:12
21. Wife 4 Life (featuring 4th Avenue Jones' & K-Ci) – 4:06
22. Lady Liberty Needs Glasses (featuring Malcolm-Jamal Warner) – 2:23
23. Family Tree (featuring Lamar Antwon Robinson & The IMPACT Repertory Theatre Group) – 3:21
24. Thug Blues (featuring Lamar Antwon Robinson, Tina Thomas Bayyan & The IMPACT Repertory Theatre Group) – 4:46
25. The Sun and the Moon (featuring Chief Okena Littlehawk) – 1:56

## Formazione
- Mike Mingioni- Bass, Engineer, Cover Photo, Liner Notes, Vocals on "Wake Me When I'm Free", Executive Producer, Main Performer
- Molly Monjauze - Executive Producer
- Herbert Leonard - Percussion
- Gloria Cox - Executive Producer
- Russell Simmons - Performer
- Atiba Wilson - Flute
- Mos Def - Performer
- Tim Izo Orindgreff - Flute
- Dead Prez - Performer
- Royal Bayyan - Keyboards
- Jasmine Guy - Performer
- Sonia Sanchez - Liner Notes
- Quincy Jones - Performer
- Brian Gardner - mastering
- Danny Glover - Performer
- Taavi Mote - Mixing
- Red Rat - Producer
- Skip Saylor - Mixing
- 2Pac - Vocals
- Chris Puram - Mixing
- Nefertiti - Vocals (Background)
- Claudio Cueni - Mixing
- Val Young - Vocals (Background)
- Atiba Wilson - Percussion
- Tom Whalley - A&R
- Sikiru Adepoju - Performer
- Juan Ramirez - Assistant Engineer
- Sarah Jones - Performer
- Malcolm-Jamal Warner - Bass
- Jeffery Newbury - Photography
- Claudio Cueni - Engineer
- Voza Rivers - Producer
- Brian Springer - Engineer
- Royal Bayyan - Producer
- Thomas R. Yezzi - Engineer
- Khalis Bayyan - Saxophone
- Tyson Leeper - Engineer
- Charles Mack - Vocals (Background)
- Duncan Aldrich - Engineer